# Abercamlais

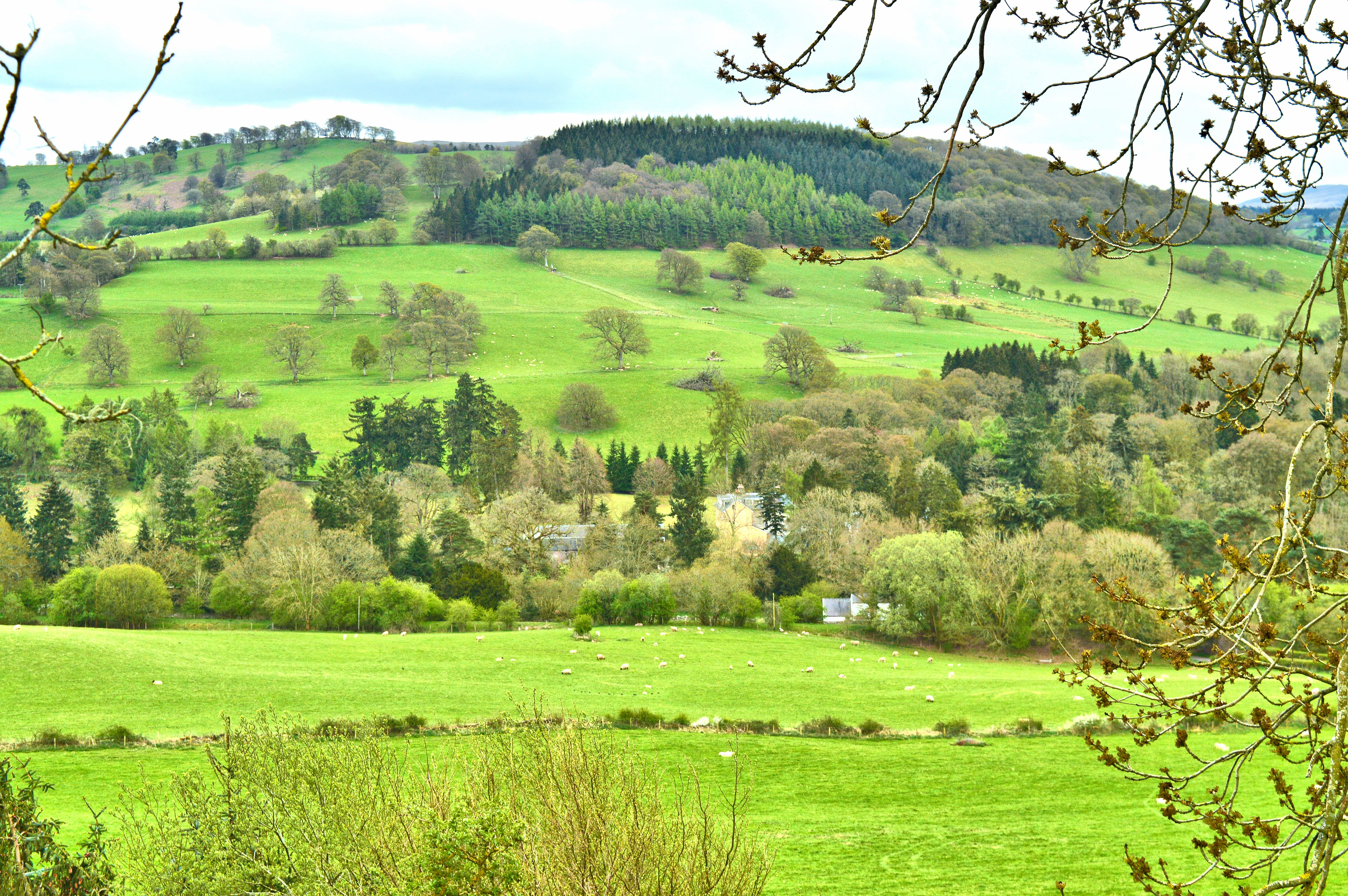
Abercamlais, do cemitério de Trallong

Abercamlais é uma casa de campo listada de Grau I no vale Usk entre Brecon e Sennybridge em Powys, no País de Gales. Possivelmente remontando à Idade Média, sofreu várias alterações e acréscimos durante o século XIX, respondendo por tudo ou a maior parte do que pode ser visto hoje. Também digno de nota é um pombal octogonal do início do século XVIII. Os jardins anexados à casa são conectados por uma ponte de pedra de três arcos elisabetana de grau II* e uma ponte suspensa de ferro forjado construída por Crawshay Bailey em meados do século XIX. É considerada uma excelente peça da engenharia vitoriana e devidamente listada pela Cadw.